# Corrie Bakker

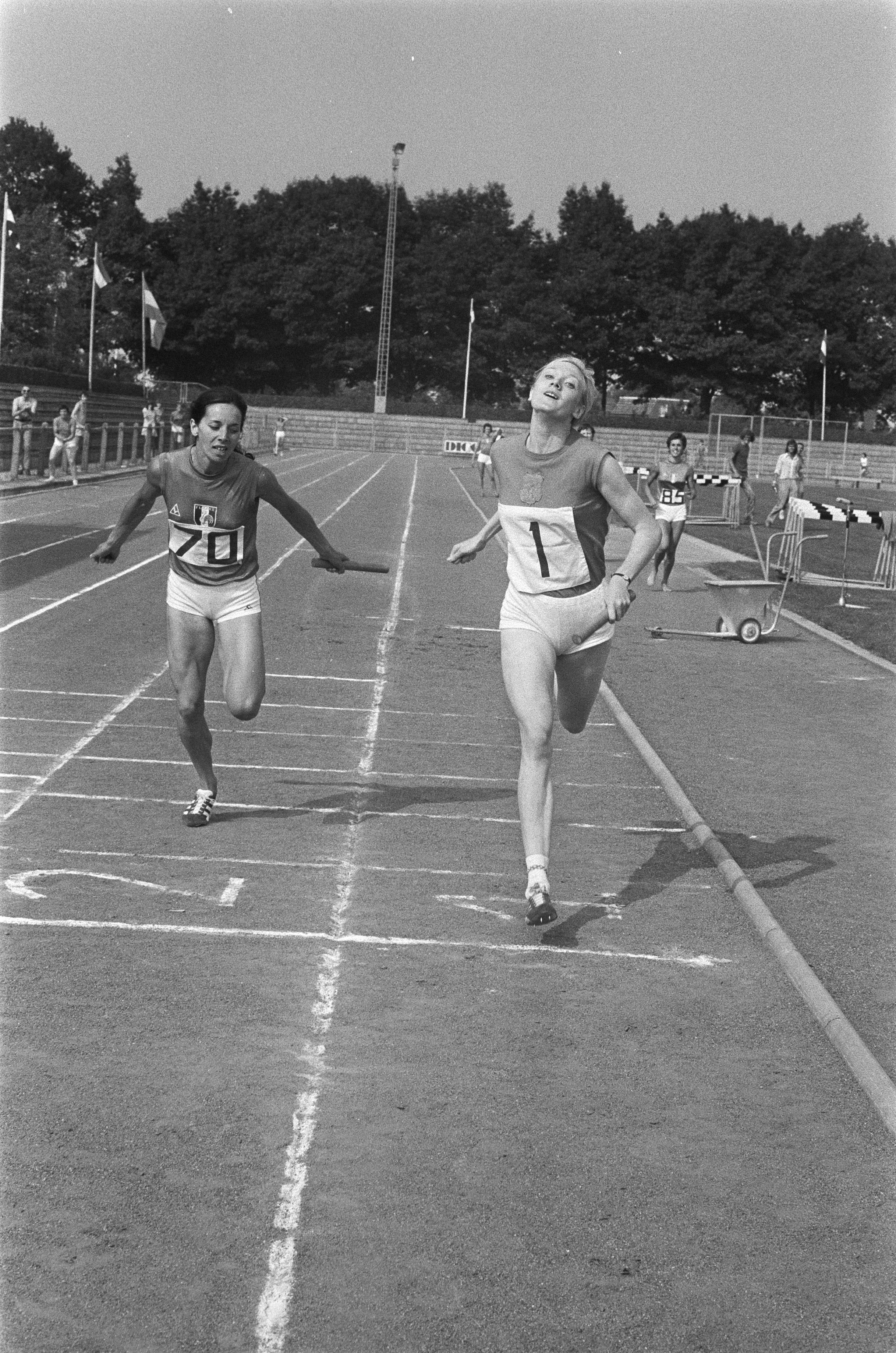
Corrie Bakker (r) verslaat Colette Besson bij de finish van de 4 x 400 m estafette tijdens de interlandwedstrijd Nederland-Roemenië-Frankrijk in Uden (1971).

Cornelia Johanna Marretje (Corrie) Bakker (Utrecht, 16 juni 1945) is een Nederlandse voormalige atlete. Ze was gespecialiseerd in de sprintnummers, het verspringen en de vijfkamp. Zij nam eenmaal deel aan de Olympische Spelen, waar zij als lid van de vrouwenploeg op de 4 × 100 m estafette net naast de medailles greep. Zij schreef gedurende haar loopbaan in totaal negen Nederlands records op haar naam, waarvan vijf in estafetteverband.

## Biografie

### Eerste successen bij de junioren
Corrie Bakker begon in 1959 op dertienjarige leeftijd met atletiek en sprong nog in datzelfde jaar 5,04 m ver. In 1962 behaalde zij haar eerste nationale verspringtitel bij de meisjes en deed dat met een sprong van 5,96, een verbetering van het Nederlandse meisjesrecord met vijftien centimeter. Twee maanden later verbeterde zij dit record opnieuw: als eerste junior ooit overbrugde zij met 6,07 de zes-metergrens. Ze had toen inmiddels ook al haar eerste nationale verspringtitel bij de senioren te pakken. De 100 m liep Bakker dat jaar inmiddels al in 12,3 s, een bewijs dat er op dit gebied eveneens het nodige van haar mocht worden verwacht. Een jaar later sprong zij als A-juniore met 6,34 een Nederlands record voor meisjes én vrouwen.

### EK 1966: vier cm te kort voor brons
In 1966 werd Bakker -inmiddels drievoudig nationaal kampioene verspringen- uitgezonden naar de Europese kampioenschappen in Boedapest, waar zij haar nationale recordprestatie uit 1963 evenaarde; zij kwam er vier centimeter mee te kort om brons te veroveren.
In 1967 stelde Bakker haar nationale record verspringen bij tot 6,35, nadat zij helemaal aan het begin van dat jaar als lid van een kleine Nederlandse afvaardiging onder leiding van Fanny Blankers-Koen tijdens een rondgang langs diverse Russische indooraccommodaties bij wedstrijden in Leningrad tot een vertesprong van 6,19 was gekomen. Deze prestatie zou de boeken ingaan als het allereerste officiële Nederlandse indoorrecord.
 Bakker was bovendien bijna een jaar lang nationaal recordhoudster op de 200 m met 23,3, een tijd die zij op 5 oktober 1968 had gelopen tijdens een wedstrijd in Mexico-Stad, ter voorbereiding op de Olympische Spelen die daar later in diezelfde maand zouden plaatsvinden. Hierdoor ontstond de merkwaardige situatie dat de snelste 200 meterloopster van Nederland in Mexico niet uitkwam op deze afstand, omdat zij slechts was ingeschreven als deelneemster aan de estafette.

### Net geen eremetaal op OS 1968
Op de Spelen in Mexico-Stad wonnen Wilma van den Berg, Mieke Sterk, Truus Hennipman en Corrie Bakker hun serie 4 × 100 m estafette in 43,4, een evenaring van het wereldrecord dat de Amerikaanse ploeg even daarvoor had gelopen. Uiteindelijk behaalde de Nederlandse ploeg een vierde plaats en wonnen de Amerikaanse vrouwen het goud in 42,8 (wereldrecord). Later werd de prestatie van het Nederlandse kwartet omgezet in een elektronisch vergelijkbare 43,44. Corrie: "Het is wel een teleurstelling, als je tweehonderdste van een seconde van een medaille afblijft. We waren eigenlijk op dat moment allemaal een beetje kwaad. Mieke en Truus kregen zelfs ruzie en ik herinner me hoe ik een Nederlandse official heb uitgescholden, omdat die daar niks aan deed. Misschien heb ik mijn eigen teleurstelling daar wel op afgereageerd, want je bent op zo'n moment natuurlijk erg fel."
Nadat deze tijd eerder in 2011 tijdens de WK in Daegu door een Nederlands estafetteteam al eens was geëvenaard, werd ten slotte in 2012 de beste Nederlandse prestatie ooit door Janice Babel, Kadene Vassell, Eva Lubbers en Jamile Samuel teruggebracht tot 42,90, waarmee er na bijna 44 jaar een eind kwam aan het bestaan van dit oudste nationale record.
Corrie Bakker was gedurende haar atletiekcarrière aanvankelijk lid van de UAV Hellas in Utrecht. Later stapte zij over naar het Amsterdamse Sagitta.

### Privé
Na haar actieve atletiekloopbaan trouwde Corrie Bakker in december 1972. Zij kreeg in 1975 een zoon en scheidde in 1979.

## Nederlandse kampioenschappen
Outdoor
| Onderdeel   | Jaar                         |
| ----------- | ---------------------------- |
| 100 m       | 1965                         |
| verspringen | 1962, 1965, 1966, 1967, 1969 |
| vijfkamp    | 1966                         |

Indoor
| Onderdeel   | Jaar |
| ----------- | ---- |
| verspringen | 1970 |

## Records

### Persoonlijke records
Outdoor
| Onderdeel               | Prestatie      | Datum             | Plaats      |
| ----------------------- | -------------- | ----------------- | ----------- |
| 100 m                   | 11,7 s         | 15 augustus 1965  | Groningen   |
| 200 m                   | 23,3 s (ex-NR) | 5 oktober 1968    | Mexico-Stad |
| 400 m                   | 54,5 s         | 16 mei 1971       | Bonn        |
| 100 m horden            | 14,5 s         | 19 september 1970 | Uden        |
| verspringen             | 6,38 m         | 2 juni 1970       | Papendal    |
| hoogspringen            | 1,68 m         | 23 augustus 1970  | Groningen   |
| vijfkamp (oude telling) | 4798 p         | 1970              |             |

Indoor
| Onderdeel   | Prestatie      | Datum           | Plaats    |
| ----------- | -------------- | --------------- | --------- |
| verspringen | 6,19 m (ex-NR) | 18 januari 1967 | Leningrad |

### Nederlandse records
Outdoor
| Onderdeel           | Prestatie | Datum             | Plaats      |
| ------------------- | --------- | ----------------- | ----------- |
| verspringen         | 6,34 m    | 21 juli 1963      | Den Haag    |
|                     | 6,35 m    | 21 mei 1967       | Beverwijk   |
| 4 x 200 m club team | 1.38,1    | 21 september 1967 | Amsterdam   |
| 4 x 100 m club team | 46,3 s    | 23 mei 1968       | Londen      |
| 4 x 200 m nat. team | 1.34,8    | 24 augustus 1968  | Londen      |
| 4 x 100 m nat. team | 43,7 s    | 4 oktober 1968    | Mexico-Stad |
| 200 m               | 23,3 s    | 5 oktober 1968    | Mexico-Stad |
| 4 x 100 m nat. team | 43,49 s   | 19 oktober 1968   | Mexico-Stad |
|                     | 43,44 s   | 20 oktober 1968   | Mexico-Stad |

Indoor
| Onderdeel   | Prestatie | Datum           | Plaats    |
| ----------- | --------- | --------------- | --------- |
| verspringen | 6,19 m    | 18 januari 1967 | Leningrad |

## Palmares

### 100 m
- 1965:  NK - 11,7 s
- 1966: 4e NK - 12,1 s
- 1969:  NK - 12,0 s

### 200 m
- 1966:  NK - 24,6 s

### verspringen
- 1962:  NK - 5,81 m
- 1965:  NK - 6,23 m
- 1966:  NK - 6,28 m
- 1966: 4e EK - 6,34 m (ev. NR)
- 1967:  NK - 6,47 (RW)
- 1969:  NK - 6,09 m
- 1970:  NK indoor - 6,08 m

### vijfkamp
- 1966:  NK-meerkamp - 4609 p

### 4 x 100 m
- 1968: 4e OS - 43,44 s (NR)

## Onderscheidingen
- KNAU-jeugdatlete van het jaar (Fanny Blankers-Koen plaquette) - 1962, 1963
- KNAU-atlete van het jaar - 1966